# Silver Summit (Utah)
Silver Summit es un lugar designado por el censo situado en el condado de Summit, Utah  (Estados Unidos). Según el censo de 2010 tenía una población de 3.632 habitantes.

## Demografía
Según el censo de 2010, Silver Summit tenía una población en la que el 93,6% eran blancos, 0,2% afroamericanos, 0,6% amerindios, 0,6% asiáticos, 0,0% isleños del Pacífico, el 3,2% de otras razas, y el 2,9% pertenecían a dos o más razas. Del total de la población el 6,7% eran hispanos o latinos de cualquier raza.